# FocusTerra
FocusTerra (Eigenschreibweise focusTerra) ist ein Wissenschaftsmuseum der ETH Zürich.
Es soll in allgemein verständlichen Worten die Hintergründe und komplexen Vorgänge in und auf unserem Planeten erklären. So wird dargestellt, wie Erdbeben entstehen, was Vulkane ausbrechen lässt, woher Edelsteine stammen, was Fossilien über den Ursprung des Lebens erzählen, wie die Alpen entstanden sind, ob das Klima früher auch schon einmal so warm war und vergleichbare Themen.
Kristallgruppen, fossile, versteinerte Pflanzen  und Landschaftsreliefs sind Teil der Dauerausstellung, so wird auch ein Einblick in aktuelle Forschungsprojekte des Departements Erd- und Planetenwissenschaften der ETH Zürich ermöglicht.
In regelmässigen Sonderausstellungen werden aktuelle naturwissenschaftliche und gesellschaftsrelevante Themen gezeigt. Das Besucherangebot umfasst Gruppenführungen, interaktive Workshops, barrierefreie Aktivitäten für Gross und Klein und – als Rahmenprogramm zu Sonderausstellungen – wissenschaftliche Vorträge.

## Standort
focusTerra befindet sich im historischen Gebäude der Erd- und Planetenwissenschaften der ETH Zürich.
Es liegt ca. 50 Meter von der Tram-Haltestelle ETH/Universitätsspital entfernt. Der Eintritt ist frei. Die Ausstellungen (auch Sonderausstellungen) sind rollstuhlzugänglich.

## Geschichte

### Das Gebäude des Departements Erd- und Planetenwissenschaften
1912 bis 1916 errichtet der Zürcher Architekt Gustav Gull das Gebäude des Departements Erdwissenschaften der ETH Zürich. Das Gebäude wurde von einer grosszügigen, viergeschossigen Lichthofhalle geprägt und beherbergte bereits kurz nach seiner Eröffnung die geologisch-mineralogische Sammlung der ETH Zürich. Erhöhter Platzbedarf in den 1960er-Jahren führte zu fundamentalen Umbauten unter der Regie von Alfred Roth. Während des Umbaus wurde die Sammlung vorübergehend ausgelagert; erst 1980 fand eine Neuaufstellung statt, der Lichthof wurde für Sonderausstellungen genutzt.

### Errichtung vonfocusTerra
Ziel der umfassenden Sanierungsmassnahmen 2005–2009 durch die Architektur- und Generalplanerunternehmung Itten-Brechbühl war eine formale Stärkung der kontrastierenden Bauphasen und Gestaltungswelten von Gustav Gull und Alfred Roth. Zugleich bot sich dem Departement Erdwissenschaften die Chance, eine neue Ausstellung zu planen und umzusetzen: Das Herzstück der Ausstellung bildet der moderne Ausstellungskörper im neu gestalteten Innenhof des Hauses. Die inhaltliche Konzeption und die Gestaltung der Ausstellung wurde von Holzer Kobler Architekturen übernommen.

### Grundsanierung der Dauerausstellung
Im Jahr 2019 wurde die Dauerausstellung von focusTerra umfassend saniert. Die Inhalte wurden überarbeitet, ergänzt und aktualisiert. Neu sind alle Texte auch auf Englisch vorhanden.

## Dauerausstellung
Der turmartige Aufbau der Dauerausstellung spiegelt eine Reise durch die Erde wider und veranschaulicht Besucherinnen und Besuchern die geologischen Prozesse vom Erdinneren bis zur Oberfläche.
Die Ausstellung besteht aus den folgenden Bereichen:

### Dynamik der Erde
Der Dynamik der Erde begegnen die Besuchenden auf der ersten Ausstellungsebene. Hier stehen Themen wie der innere Aufbau der Erde und Prozesse wie Erdbeben, Erdmagnetismus, Vulkaneruptionen, Gebirgsbildung und Gesteinsverformung im Mittelpunkt.

### Schätze der Erde
Auf der zweiten Ebene entdecken die Besuchenden die vielseitigen Schätze der Erde. Dargestellt werden die Entstehung von Kristallen, die Beschaffenheit von Edelsteinen und den Ursprung mineralischer Rohstoffe. Aus den Erdwissenschaftlichen Sammlungen der ETH Zürich werden die schönsten Mineralien der Alpen gezeigt.

### Archive der Erde
Auf der dritten Ebene wird anhand pflanzlicher Fossilien aus den Erdwissenschaftlichen Sammlungen der ETH Zürich die Erdgeschichte vom Präkambrium bis heute nachgezeichnet. In dem Jahrmillionen umspannenden Archiv verfolgen die Besuchenden die Entwicklung des Lebens oder studieren die Sedimentbildung.
Teil der Ausstellung ist ausserdem eine Sammlung von Bergmodellen und geologisch bemalter Landschaftsreliefs. Auf einem zwei Meter grossen Projektionsglobus können die Erde und ihre Prozesse dreidimensional und interaktiv dargestellt werden. Anhand von Medienstationen verteilt über alle Stockwerke des Turms können sich die Besuchenden über diverse erdwissenschaftliche Themen vertieft informieren.

## Erdbebensimulator
focusTerra beherbergt einen Erdbebensimulator, mit dem sich Bodenbewegung von Erdbeben bis Magnitude 8 simulieren lassen. Besuchende können anhand von real aufgezeichneten Erdbebensignalen so das Phänomen Erdbeben gefahrlos am eigenen Körper erfahren. Der Erdbebensimulator ist nicht frei zugänglich, sondern nur im Rahmen einer einstündigen gebuchten oder öffentlichen Führung.

## Sonderausstellungen
Die Dauerausstellung wird regelmässig ergänzt mit Sonderausstellungen zu aktuellen naturwissenschaftlichen und gesellschaftsrelevanten Themen, die im Lichthof gezeigt werden. Nachfolgend ist eine Auswahl gelistet:
- 2021–23: Wellen - Tauch ein!
- 2018/19: Expedition Sonnensystem - Mit der ETH auf Forschungsreise durchs All
- 2017: Swiss Camp – Schweizer Polarforschung
- 2015/16: BodenSchätzeWerte – Unser Umgang mit Rohstoffen
- 2013/14: Die Erde im Visier
- 2012/13: Fossil Art – Urzeitliche Lebensspuren zum Anfassen
- 2012: Quer durchs Grönlandeis – 100 Jahre Schweizer Grönlandforschung
- 2010/11: Kristallhöhlen – Faszinierende Einblicke in die Schatzkammern der Erde

Die Sonderausstellung BodenSchätzeWerte – Unser Umgang mit Rohstoffen war 2016 auf der Shortlist des Prix Expo der Akademie der Naturwissenschaften Schweiz (SCNAT).

## Virtuelle Ausstellungen
- seit 2020: REISESTEINE - Eine Online-Ausstellung zum Mitmachen
- seit 2011: Wild Rocks

## Publikationen
- Wellen - Tauch ein!. Bildband zur Sonderausstellung. U. Kastrup, S. Ballmer, K. Fankhauser, G. Grün. focusTerra (Hrsg.), Illustrationen von Oculus Illustration, de/en, 2021.
- Expedition Sonnensystem – Mit der ETH auf Forschungsreise durchs All. Comicbuch zur Sonderausstellung. U. Kastrup, K. Fankhauser, G. Grün, J. Kind, B. Gutbrodt, A. Dähler. focusTerra (Hrsg.), Illustrationen von Astrid Nippoldt, de/en/fr/it, 2018.
- BodenSchätzeWerte – Unser Umgang mit Rohstoffen. Publikation zur Sonderausstellung. U. Kastrup, B. Gutbrodt, G. Grün, A. Dähler, M. Vernooij, I. Thurnherr. focusTerra (Hrsg.), vdf Hochschulverlag AG, 2017.[9]
- BodenSchätzeWerte – Unser Umgang mit Rohstoffen. U. Kastrup, R. Fischer. focusTerra (Hrsg.), 2017.
- Fossil Art – Urzeitliche Lebensspuren zum Anfassen. Ausstellungsdokumentation zur Umsetzung einer barrierefreien Ausstellung. U. Kastrup, T. Klauser, G. Grün, B. Gutbrodt. focusTerra (Hrsg.), 2014.